# Rayco Rodríguez Medina
Rayco Rodríguez Medina (Las Palmas de Gran Canària, Illes Canàries, Espanya, 24 de novembre de 1996) és un futbolista canari que juga actualment a la Sociedad Deportiva Amorebieta.

## Carrera de club
Nascut a Las Palmas, Illes Canàries, Rayco va representar com a juvenil la UD Almenara, la UD Las Palmas i l'Acodetti CF. El 6 d'agost de 2015, després d'impressionar en una estada esportiva, es va incorporar al Reial Betis i immediatament va ser destinat al filial de Segona Divisió B.
Rayco va fer el seu debut sènior el 22 d'agost de 2015, començant com a titular en una derrota a casa per 0-1 contra el Mérida AD. El seu primer gol va arribar el 4 d'octubre, però en una derrota per 2-4 contra el Real Jaén també a la Ciudad Deportiva Luis del Sol.
El 8 de juliol de 2016, Rayco va passar a un altre equip filial, el CF Pobla de Mafumet a Tercera Divisió. L'1 de desembre va debutar amb el primer equip, entrant com a substitut d'Elvir Maloku en una derrota a casa per 0-3 contra el Deportivo Alavés a la Copa del Rei de la temporada.
L'11 de juliol de 2018, l'agent lliure Rayco va signar un contracte de dos anys amb el CD Lugo, sent assignat a l'equip de formació a la quarta categoria. El 31 d'agost de 2020 es va incorporar a l'equip B del Deportivo de La Corunya també a quarta divisió.
El 2 de febrer de 2021, Rayco va ascendir definitivament al primer equip del Depor a Primera Divisió RFEF. Va continuar apareixent en aquella divisió els anys següents, representant l'Unionistas de Salamanca CF i la SD Amorebieta; amb aquest últim, va ser la primera opció ja que el club va aconseguir l'ascens a Segona Divisió.